# Cornipulvina ellipsoides
Cornipulvina ellipsoides — вид грибів, що належить до монотипового роду Cornipulvina.